# Sevilla–Cádiz nagysebességű vasútvonal
A Sevilla–Cádiz nagysebességű vasútvonal egy 1668 mm-es nyomtávolságú, kétvágányú, 25 kV 50 Hz váltakozó árammal villamosított, 157 km hosszúságú nagysebességű vasútvonal Spanyolországban Sevilla és Cádiz között.  Maximális sebesség a vonatoknak 220 km/h.
Tulajdonosa az ADIF, a járatokat az RENFE üzemelteti.

## A vasútvonal
Az eredeti vasútvonal 1876-ban nyílt meg. Az elmúlt időben a vonal nagyarányú fejlesztésen esett át, hogy megfeleljen a mai kor követelményeinek. A felújítás során átépítették a felépítményt, megszüntették a szintbeli vasúti átjárókat és az eredetileg 3 kV egyenáramú felsővezeték-rendszert a nagyobb teljesítmény átvitelére képes 25 kV 50 Hz rendszerre cserélték. Ezek a fejlesztések lehetővé tették, hogy a sebességet 220–250 km/h-ra növeljék.